# Ouragan Georges
L’ouragan Georges est la septième tempête tropicale, le quatrième ouragan et le deuxième ouragan majeur durant la saison cyclonique 1998 dans l'océan Atlantique nord. Ce puissant ouragan capverdien de catégorie 4 a causé de graves destructions durant sa longue trajectoire qui a traversé les Caraïbes et le golfe du Mexique en septembre 1998, touchant terre pas moins de sept fois (Antigua-et-Barbuda, Saint-Christophe-et-Niévès, Haïti, République dominicaine, Cuba, Porto Rico et les États-Unis) avant de finir ses jours dans le nord de la Floride.
Georges est devenu la deuxième tempête la plus meurtrière de la saison, devancé par l'ouragan Mitch, et le plus coûteux ouragan dans l'Atlantique nord depuis l'ouragan Andrew en 1992 et jusqu'à l'ouragan Charley en 2004. Il a tué 615 personnes, principalement sur l'île d'Hispaniola, et a causé des dommages d'un peu moins de 10 milliards $US (dollars de 1998), principalement à Saint-Christophe-et-Niévès, Porto Rico et Hispaniola. Avec ses sept frappes, plus que tout autre ouragan depuis Inez de la saison 1966, et ses dégâts Georges a mené au retrait de ce nom des listes futures de noms d'ouragans. Il a été remplacé par Gaston en 2004.

## Évolution météorologique
Georges débuta comme une onde tropicale, observée par les données satellitaires et radiosondages, qui a traversé la côte ouest de l'Afrique tard le 13 septembre. le radiosondage de Dakar, au Sénégal, ont montré un courant-jet de 35 à 45 nœuds d'est entre 550 et 650 hPa. Le 14, l'imagerie satellite visible montra un grand système nuageux bien défini avec l'onde et les météorologues du National Hurricane Center (NHC) commencèrent à la classer le système selon la technique de Dvorak.
Tôt le 15, des rapports de navires montrèrent la présence d'une circulation de surface fermée et le NHC déclara que le système était devenu une dépression tropicale à 12 h UTC. Celle-ci était alors centrée autour de 300 milles marins au sud-sud-ouest des îles du Cap-Vert. Au cours des 24 heures suivante, la dépression tropicale continua à mieux s'organiser et de la convection profonde s'est formée en son centre. Le système est devenu une tempête tropicale à 12 h UTC le 16 septembre à environ 620 milles marins à l'ouest-sud-ouest des îles du Cap-Vert, se déplaçant vers l'ouest-nord-ouest au cours des dix jours suivants dans les vents de la crête subtropicale.
Georges continua son creusement progressif et atteignit l'intensité d'ouragan vers 18 h UTC le 17 septembre quand un œil est apparu sur l'imagerie par satellite. Le 19, l'ouragan commença à se développer plus rapidement, comme indiqué par le refroidissement du sommet des nuages sur les images satellites. Il augmenta également la symétrie de ses bandes orageuses, ainsi que le réchauffement et le resserrement de l’œil. En début d'après midi, le premier avion de reconnaissance de la réserve de l'US Air Force (USAFR) atteignit l'ouragan et mesura des vents maximum de niveau de vol de 146 nœuds (270 km/h) et une pression centrale de 938 hPa, confirmant la tendance de l'intensification noté dans l'imagerie par satellite. Les vents en surface de Georges augmentèrent à 125 nœuds (232 km/h) à 18 h UTC, ce qui en fait un ouragan de catégorie 4 sur l'échelle de Saffir-Simpson.
Plusieurs catasondes GPS furent lâchées dans le mur de l'œil de l'ouragan au cours de ces missions de reconnaissance. Près de la surface, à moins de 60 mètres, donna une estimation des vents maxima entre 134 et 150 nœuds. Selon ces données, les vents de Georges à son pic d'intensité furent définis comme 135 nœuds (250 km/h) à 6 h UTC le 20 septembre alors qu'il était situé à environ 285 milles marins à l'est de la Guadeloupe dans les Petites Antilles.
Peu après 6 h UTC le 20 septembre, l'ouragan a commencé à faiblir de l'œil est devenu indiscernable au satellite et une reconnaissance aérienne en après-mi ne l'a pas trouvé non plus. L'examen des images satellites du contenu en vapeur d'eau et des vents dérivés suggèrent qu'un facteur responsable de l'affaiblissement pouvait être une augmentation du cisaillement vertical du vent. Ce soir-là, la pression centrale augmenta de 26 hPa.
Georges effectua ensuite deux de ses sept entrées sur terre, d'abord à Antigua puis à Saint-Christophe-et-Niévès tôt le 21 alors que le vent soutenu maximum était de 100 nœuds (185 km/h). En après-midi, le cisaillement de vent faibli mais Georges n'a jamais complètement récupéré son intensité, en partie parce qu'il toucha encore terre sur le sud-est de Porto Rico. L'ouragan a même légèrement affaibli en traversant l'île d'est en ouest, puis atteignit le Canal de la Mona tôt le 22. Après un certain renforcement, il toucha terre en République Dominicaine, environ 75 milles marins (139 km) est de Saint-Domingue avec des vents estimés à 105 nœuds (194 km/h).

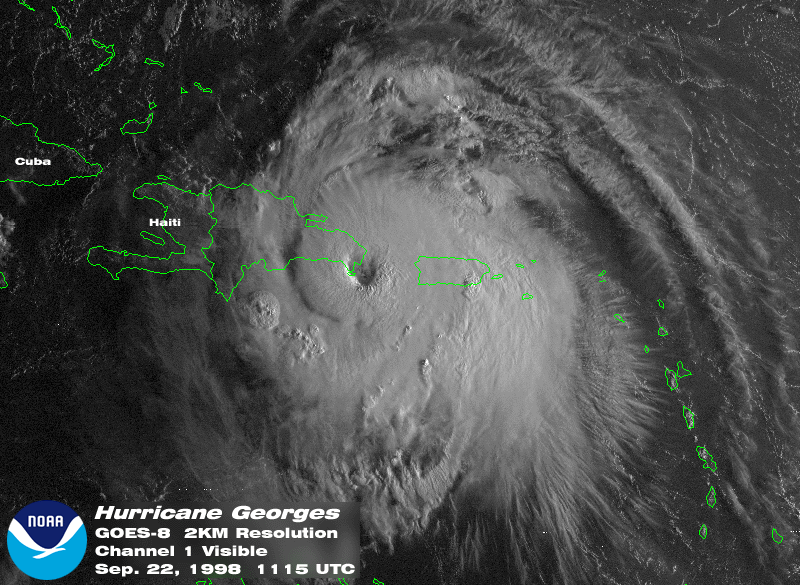
Georges le 22 septembre frappant la République dominicaine.

Au cours des 21 heures suivante, Georges affaiblit en traversant lentement le relief montagneux de la République dominicaine et d'Haïti, où il donna des pluies abondantes qui causèrent des crues soudaines meurtrières et des coulées de boue. Le système émergea dans le Passage du Vent le matin du 23 septembre avec des vents maximaux de 65 nœuds (120 km/h) pour ensuite frapper l'est de Cuba plus tard en après-midi à environ 25 milles marins (46 km) à l'est de la Baie de Guantánamo. Le système resta un ouragan tout en se déplaçant lentement le long de la côte nord de Cuba, sortant dans le golfe du Mexique en fin d'après-midi du 24.
Une fois de retour en mer, l'ouragan a commencé à se ré-intensifier. Les images satellites montrère qu'une bande de convection profonde se développa à l'est de son centre tôt le 25 septembre et qu'elle s'élargit tout au long de la matinée. Georges a encore touché terre en milieu de matinée le 25, cette fois à Key West, en Floride. Sa pression centrale était de 981 hPa et ses vents maximaux de 90 nœuds (167 km/h). Le système tourna ensuite au nord-ouest, puis au nord-nord-ouest, et ralentit.
L'ouragan a touché terre une dernière fois près de Biloxi, Mississippi, le matin du 28 septembre des vents soutenus de 90 nœuds (167 km/h) et une pression centrale de 964 hPa. Il serpenta ensuite sur le sud du Mississippi et fut rétrogradé à tempête tropicale en après-midi. Georges est ensuite devenu quasi-stationnaire au cours des 6 à 12 heures suivantes, sa trajectoire décrivant une boucle, puis vers le nord-est. Tôt le 29 septembre, la tempête fut rétrogradée en dépression tropicale au nord-est de Mobile, Alabama. Au début de la matinée du 1er octobre, le système se dissipa à proximité de la frontière entre la Floride et la Géorgie. La très faible circulation restante émergea sur l'Atlantique au cours de la journée et fut absorbée par une zone frontale.

## Impact

### Statistiques météorologiques

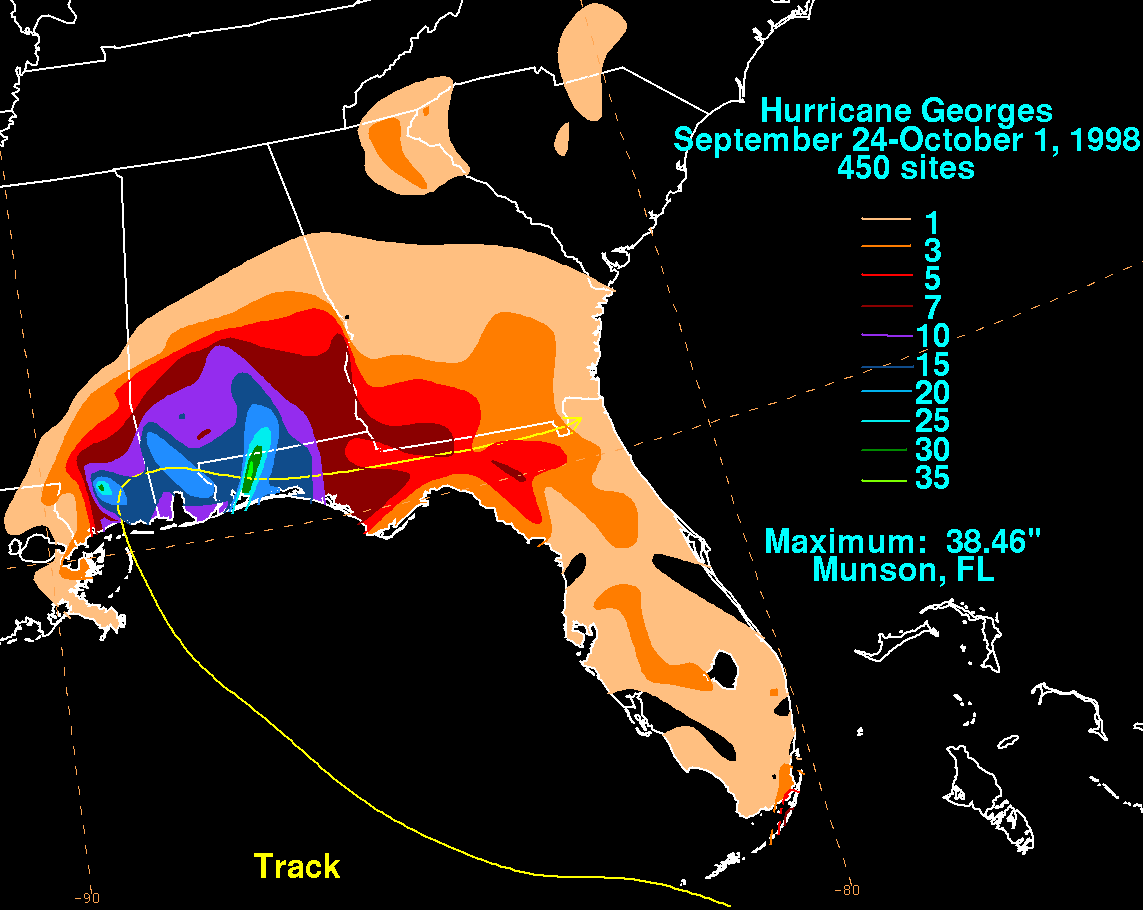
Accumulation de pluie aux États-Unis.

L'onde de tempête générée par Georges fut estimée à près de 3 m à Fajardo (Porto Rico), tandis que les valeurs de 1,2 à 1,8 m furent typiques dans les Keys de Floride et de 1,5 à 2,7 m le long de côte de la Louisiane, du Mississippi, de l'Alabama et du nord-ouest de la Floride. Des maxima allant jusqu'à 3,7 m furent notés dans le comté de Baldwin (Alabama) et dans l'ouest de la baie de Mobile à Fort Morgan.
Les pluies associées à Georges furent substantielles dans les Antilles et la côte du centre-est du Mexique. Dans les îles Vierges américaines, les accumulations furent entre 75 et 200 mm. À Porto Rico, le maximum sur deux jours fut de 625 mm à Lago El Guinéo, près de Villalba, et de 775 mm à Jayuya,. Aucune estimation des précipitations en surface sont disponibles à partir de la République Dominicaine et d'Haïti, deux des pays les plus durement touchés par les pluies mais les estimations par satellite suggèrent que jusqu'à 990 mm de pluie sont tombés sur une période de 24 heures se terminant vers 12 h UTC le 23 septembre.
À Cuba, l'Instituto de Meteorologica signala un total maximal pour la tempête maximale de 620 mm à Limonar. Les précipitations dans les Keys de Floride furent considérablement moindre avec 210 mm à Key West. En revanche, les totaux le long de la côte du Golfe furent sensiblement plus élevés dus à la décélération de l'ouragan. Les accumulations moyennes varièrent de 250 à 500 mm sur la plupart du sud du Mississippi, de l'Alabama et sur le Panhandle de Floride, donnant des maxima allant jusqu'à 616 mm à Eglin Air Force Base dans le Panhandle de Floride, de 753 mm à Bay Minette (Alabama) et 977 mm à Munson (Floride),.
La plupart des tornades rapportées avec Georges le furent en Floride et en Alabama avec 28 tornades, surtout dans le nord de la Floride, et aucun décès ne fut directement relié à celles-ci. Deux tornades furent également signalées à Porto Rico.

### Dommages et pertes de vie
| Pays                       | État                        | Décès | Dommages millions $US (1998) | Référence |
| -------------------------- | --------------------------- | ----- | ---------------------------- | --------- |
| Antigua-et-Barbuda         | Antigua-et-Barbuda          | 3     | 59,4                         | [ 4 ]     |
| Guadeloupe                 | Guadeloupe                  | 0     | 20                           |           |
| Saint-Christophe-et-Niévès | Saint-Christophe-et-Niévès  | 5     | 800                          | [ 5 ]     |
| Îles Vierges britanniques  | Îles Vierges britanniques   | 0     | 9,4                          | [ 4 ]     |
| République dominicaine     | République dominicaine      | 380   | 2 000                        | [ 5 ]     |
| Haïti                      | Haïti                       | 209   | 179                          | [ 6 ]     |
| Bahamas                    | Bahamas                     | 1     | Inconnu                      |           |
| Cuba                       | Cuba                        | 6     | 305,8                        | [ 7 ]     |
| États-Unis                 | Îles Vierges des États-Unis | 0     | 3 500                        | ,         |
| États-Unis                 | Porto Rico                  | 7     | 3 500                        | ,         |
| États-Unis                 | Alabama                     | 1     | 2 765                        | [ 8 ]     |
| États-Unis                 | Floride                     | 0     | 2 765                        | [ 8 ]     |
| États-Unis                 | Géorgie                     | 0     | 2 765                        | [ 8 ]     |
| États-Unis                 | Louisiane                   | 3     | 2 765                        | [ 8 ]     |
| États-Unis                 | Mississippi                 | 0     | 2 765                        | [ 8 ]     |
| Total                      | Total                       | 615   | 9,4 milliards                |           |

Les 615 décès directs attribués à Georges en font le 19e cyclone tropical le plus meurtrier dans le bassin de l'Atlantique nord au XXe siècle. La plupart des décès associés à l'ouragan eurent lieu en République dominicaine et en Haïti, principalement en raison des crues soudaines et des coulées de boue ultérieures en régions montagneuses. Le seul décès direct aux États-Unis est lié à l'inondation dans la région de Mobile, Alabama, et trois décès indirects se sont produits en Louisiane (deux par crise cardiaque et un autre dans un incendie),.

#### Cuba
Les pluies torrentielles et les inondations touchèrent en particulier les provinces de Guantánamo, Holguín, Las Tunas, Granma et Santiago de Cuba dans les régions de l'est de l'île qui avait souffert de la sécheresse provoquée par El Niño plus tôt dans l'année. L'évacuation de plus d'un demi-million de personnes a permis d'éviter de nombreuses pertes de vie. Des dégâts considérables furent cependant signalés aux logements et infrastructures, ainsi que pour certaines cultures importantes comme le plantain, un aliment de base dans l'alimentation de la population.
L'un des principaux centres de cette culture, situé dans la province de Ciego de Avila, constata des pertes potentielles allant jusqu'à 70 pour cent. La récolte commerciale vitale de la canne à sucre pour 1998/99 fut aussi gravement affectée, elle qui avait déjà été en 1997/98 la plus basse des 50 dernières années à cause d'une sécheresse. De plus, divers moulins à sucre furent endommagés. Les plantations de café souffrirent de l'ouragan et un grand nombre d'arbres furent déracinés. Des dommages aux plantations de cacao et d'autres cultures vivrières mineures furent également signalés.

#### Haïti
Avant l'ouragan, Haïti se relevait de la sécheresse de 1997 mais presque l'ensemble du pays fut gravement touché par les pluies, les inondations et les glissements de terrain dans les zones montagneuses et dans les quartiers pauvres sur les collines près de la capitale. Une évaluation préliminaire des dégâts dans le secteur agricole indiqua que la deuxième récoltes de 1997/98 de sorgho, ainsi que la récolte de mil, principalement cultivé dans le plateau central et la vallée de l'Artibonite furent pratiquement détruit.
Dans les zones inondées, légumes, racines et tubercules et autres cultures vivrières mineures furent ruinées. Dans le sud-ouest, les estimations provisoires indiquent qu'environ 80 pour cent des plantations de bananes furent détruites. Des milliers de petits animaux de ferme périrent ou s'échappèrent.

#### République dominicaine

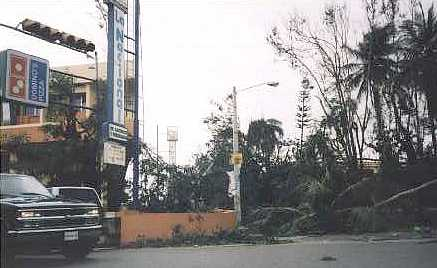
Des arbres déracinés qui ont bloqué des centaines de rues de Saint-Domingue.

Les routes et les ponts dans certaines régions furent emportés par les inondations et les bâtiments publics se sont effondrés sous la force des vents et des pluies. L'impact a été la pire dans les provinces de La Romana et San Pedro de Macorís, dans le sud-est, dans la province de la capitale de Saint-Domingue, et dans les provinces de San Juan, Baoruco et Barahona. Certaines des zones touchées sont parmi les principales zones de croissance des cultures dans le pays. L'évaluation initiale officielle des dommages au secteur agricole indique que 90 pour cent des cultures vivrières et d'exportation furent affectés à des degrés divers. Ces pluies diluviennes venaient exacerber les effets de la sécheresse de 1997.
Environ 190 000 hectares de cultures vivrières ont été gravement touchés, comprenant certains des principaux aliments de base dans l'alimentation de la population comme le riz, les bananes plantains et les bananes sucrés, ainsi que les légumes-racines (ignames, patates douces et le manioc). Les importations de riz seront nécessaires pour compenser les pertes considérables encourues.
Les plantations d'exportation comme le tabac et la canne à sucre subirent également des dommages, 90 pour cent des plantations de sucre du pays furent ainsi gravement touchés. L'industrie de la volaille, un secteur important dans l'économie du pays, subit des pertes importantes. Beaucoup de zones forestières furent affectés de manière significative. Des dommages furent infligé à l'industrie touristique mais moindres qu'initialement pensé, selon l'Association touristique du pays.
Après le passage de Georges, le gouvernement a déclaré qu'un des problèmes majeurs serait la propagation de maladies comme le paludisme et la fièvre dengue alors que la population de moustiques allait décupler dans les terres inondées. L'Association touristique estima que les complexes hôteliers avaient été moins touchés que pensé.

#### Porto Rico

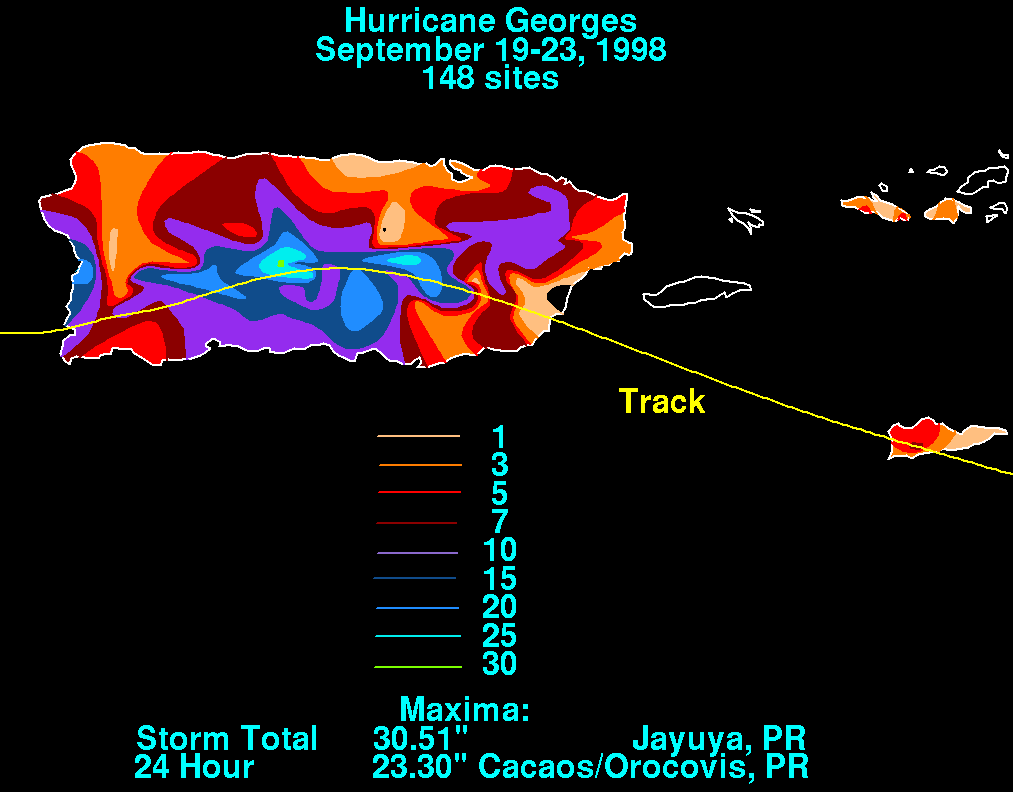
Accumulations de pluie à Porto Rico.
(1 pouce=2.54 cm)

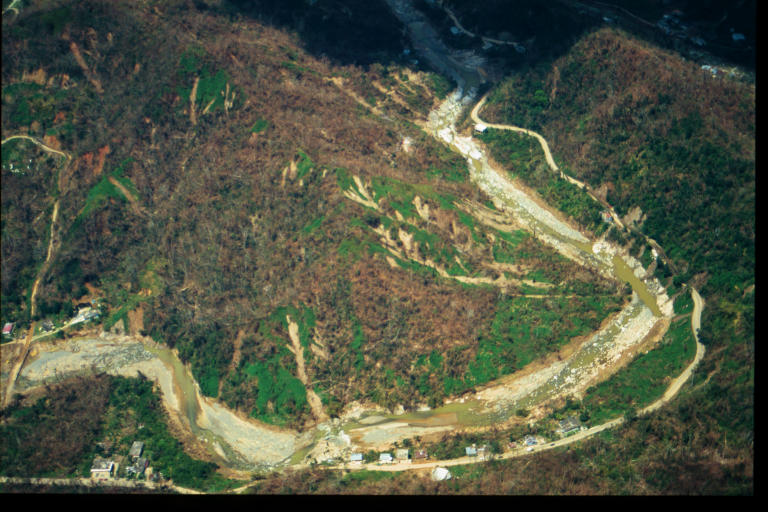
Débris laissé par les inondations dans le centre de Porto Rico.

À Porto Rico, il y eut des dégâts considérables dans les foyers à travers toute l'île. Un total de 72 605 maisons ont été endommagées, dont 28 005 complètement détruites. Pendant l'ouragan, plus de 26 000 personnes se réfugièrent dans des abris. Dans les montagnes de République dominicaine, Georges fit 185 000 sans-abri et 100 000 furent comptés dans les refuges à la mi-octobre. L'électricité et le service de l'eau furent interrompus dans la plupart des pays. À Haïti, des représentants du gouvernement rapportèrent 167 332 sans abri.
L'industrie agricole à Porto Rico fut durement touchée par Georges avec 95 % de la récolte de banane plantain, 75 % de celle sucrée et du café détruite. Malgré l'affaiblissement de l'ouragan traversant Cuba, l'impact y fut substantiel avec total de 60 475 maisons endommagées, dont 3 481 complètement détruits, et le secteur agricole subit des pertes importantes dans les plantations de bananes de l'est de Cuba.

#### États-Unis
Les dommages aux habitations aux États-Unis ne furent pas aussi étendus que dans les Antilles. Dans les Keys de Floride, 1 536 maisons furent endommagées, dont 173 détruites, beaucoup étant des maisons mobiles. La côte du Mississippi, de l'Alabama et du Panhandle de Floride furent les plus touchées par l'onde de tempête, allant jusqu'à 2,7 m à Biloxi (Mississippi) et 3,6 m à Fort Morgan (Alabama), par des pluies torrentielles et par des vents violents. Les fortes précipitations ont contribué au débordement significatif des rivières ce qui a forcé l'évacuation des résidents pour plusieurs jours. L'onde de tempête causa aussi l'érosion des plages. Les vents violents et les inondations causèrent les dégâts aux habitations. Finalement, les lignes de grains orageux produisirent plusieurs tornades.
Au Mississippi, près de 230 000 foyers furent privés d'électricité et 9 000 personnes durent aller dans des refuges. En Louisiane, l'onde de tempête a également fait des dégâts, inondant en particulier les îles Chandeleur une série d'îles barrières qui furent réduites à des bancs de sable isolés ce qui détruisit plusieurs endroits de nidification, comme ceux des pélicans bruns sur l'île de Grand Gosier. Les dommages ailleurs fut minimaux, surtout par les vents, et 160 000 clients perdirent le courant électrique.
Dans les 60 premiers jours après Georges, la Croix-Rouge américaine a dépensé 104 millions $US pour les services de secours dans les Îles Vierges américaines, à Porto Rico, en Alabama, en Louisiane, au Mississippi et en Floride. Ceci était à l'époque le plus haut montant distribué lors d'une catastrophe dans les 117 ans d'histoire de l'organisation.

## Répercussions
La banque mondiale donna entre 111 et 125 millions $US pour des projets afin de rétablir la République dominicaine Elle conclut qu'il y eut un manque de connaissance de la part de la sécurité civile dans le pays lors du passage de l'ouragan et que les mesures prises avant son arrivée n'ont pas été suffisantes pour mitiger les impacts. Un premier volet de 60 millions $US fut donc consacré à la distribution de médicaments, de matériels de construction et de produits chimiques. Ceci fut suivi par des matériaux pour la reconstruction des routes, des ponts, des systèmes d'irrigation, du réseau électrique et de mesures anti-cycloniques.

## Retrait et notoriété
Georges est un des sept ouragans capverdiens à frapper les États-Unis continentaux et ayant reçu un nom avant de passer à l’ouest de 35° Ouest. Les autres sont : Donna en 1960, Gloria en 1985, Hugo en 1989, Isabel en 2003, Ivan en 2004 et Irma en 2017.